# Dan Weekes-Hannah
Dan Weekes-Hannah (Wellington, Novi Zeland, 22. kolovoza 1987.), novozelandski filmski glumac
Dan Weeks Hannah, osim serije Pleme, ima malo glumackog iskustva. Pojavljuje se u 4.sezoni i tumaci lik Veda jednog od "Tehnosa". U seriji se zaljubljuje u Cloe, pripadnicu "Štakora", a i s glumicom koja ju tumači je imao avanturu na smimanju.
Pošto su jednog dana uoči snimanja važnih scena njih dvoje pobjegli, dobili su otkaz i njihovi likovi su nestali iz serije.

## Vanjske poveznice
- IMDB